# In nuce
La locuzione latina in nuce (tradotta letteralmente, "in una noce") significa "in embrione", "in abbozzo", "in progetto" o ancora "detto in breve", "in poche parole".
Viene modernamente usata, nel campo accademico, quale sinonimo di "in sintesi", con riferimento all'esposizione di un concetto che contenga concisamente gli elementi fondanti di una dottrina. 
Specialmente in campo artistico o letterario, l'espressione in nuce è generalmente riferita ad opere ancora allo stato embrionale, foriere di futuri sviluppi e ampliamenti, che possono portare ad un organismo parzialmente o fortemente diverso dall'originario.
In campo editoriale, vengono definiti in nuce i numeri sperimentali di una pubblicazione ancora non autonoma o non fissata nella sua veste grafica o nella sua linea d'argomento. Per estensione, l'espressione in nuce viene altresì usata nell'indicare i primi esemplari di un prodotto concepito per la costruzione in serie che, pur avendo superato lo stadio di prototipo, rappresentano l'iniziale contatto con l'utilizzatore finale, dal quale potranno essere desunti gli accorgimenti e le modifiche da adottare per una sua più ampia diffusione.